# 장용 (배우)
장용(1945년 4월 8일 ~ )은 대한민국의 배우이다.

## 생애
- 1965년 연극배우 첫 데뷔하였고 1971년 TBC 동양방송 11기 공채 탤런트로 정식 데뷔했다.

- 1987년 늦은 나이에 결혼을 하였다.

## 출연작

### 드라마

#### KBS (구 TBC)
- 1974년 TBC 주간드라마 《총리대신 김홍집》... 이시영 역
- 1975년 TBC 반공수사극 《추적》
- 1980년 TBC 금요드라마 《아롱이 다롱이》... 유서방 역
- 1981년 KBS2 대하드라마 《매천야록》
- 1981년 KBS2 주간드라마 《지금은 사랑할 때》
- 1982년 KBS1 대하드라마 《풍운》 ... 이재선 역
- 1983년 KBS1 대하드라마 《개국》 ... 조인옥 역
- 1983년 KBS2 반공수사극 《추적》
- 1984년 KBS1 대하드라마 《독립문》 ... 박제순 역
- 1984년 KBS1 신춘드라마 《딸의 미소》
- 1984년 KBS1 특집드라마 《꽃피는 봄이 오면》
- 1984년 KBS1 일요드라마 《딸이 더 좋아》
- 1985년 KBS2 주간드라마 《형사》
- 1986년 KBS2 수목드라마 《이별 그리고 사랑》
- 1986년 KBS2 일일연속극 《여보 미안해》
- 1987년 KBS2 단막극 《TV문학관 - 산역》
- 1987년 KBS2 주간드라마 《TV 손자병법》 ... 조조 역
- 1989년 KBS2 미니시리즈 《절반의 실패》
- 1989년 KBS1 일일연속극 《회전목마》
- 1990년 KBS2 수목 미니시리즈 《그대 아직도 꿈꾸고 있는가》
- 1993년 KBS2 주간드라마 《신 손자병법》 ... 조조 역
- 1993년 KBS2 단막극 《드라마게임 - 언제나 영화처럼》
- 1993년 KBS2 단막극 《드라마게임 - 마흔 둘의 외출》
- 1995년 KBS2 대하드라마 《서궁》
- 1995년 KBS1 추석특집극 《끈》
- 1995년 KBS2 주말연속극 《목욕탕집 남자들》 ... 김봉수 역
- 1996년 KBS2 청소년드라마 《사랑이 꽃피는 계절》
- 1997년 KBS2 일일시트콤 《마주보며 사랑하며》 ... 박광해 역
- 1998년 KBS2 미니시리즈 《짝사랑》
- 1999년 KBS2 청춘드라마 《광끼》 ... 택수 역
- 1999년 KBS2 주말연속극 《유정》 ... 현우 부 역
- 2000년 KBS2 주말연속극 《태양은 가득히》 ... 김병규 역
- 2001년 KBS2 아침드라마 《꽃밭에서》 ... 도관우 역
- 2001년 KBS1 일일연속극 《사랑은 이런거야》 ... 차정남 역
- 2003년 KBS1 일일연속극 《노란 손수건》 ... 나영만 역
- 2004년 KBS2 주말연속극 《애정의 조건》 ... 나만득 역
- 2004년 KBS2 수목 미니시리즈 《풀하우스》 ... 영재 부, 이 박사 역
- 2004년 KBS2 미니시리즈 《오! 필승 봉순영》 ... 윤 비서 역
- 2005년 KBS2 주말연속극 《슬픔이여 안녕》 ... 장태복 역
- 2005년 KBS2 HD 수목드라마 《장밋빛 인생》 ... 맹 씨 역
- 2006년 KBS2 HD 수목드라마 《굿바이 솔로》 ... 김주민 역
- 2007년 KBS2 주말연속극 《행복한 여자》 ... 이종민 역
- 2008년 KBS1 일일연속극 《너는 내 운명》 ... 김대진 역
- 2009년 KBS1 일일연속극 《집으로 가는 길》 ... 유용준 역
- 2010년 KBS2 주말연속극 《결혼해주세요》 ... 남기남 역
- 2011년 KBS2 수목드라마 《가시나무새》 ... 생모의 전 남편 역
- 2011년 KBS2 미니시리즈 《포세이돈》 ... 유영국 역 (특별출연)
- 2012년 KBS2 주말연속극 《넝쿨째 굴러온 당신》 ... 방장수 역
- 2013년 KBS2 미니시리즈 《광고천재 이태백》 ... 백 회장 역
- 2013년 KBS2 주말연속극 《왕가네 식구들》 ... 왕봉 역
- 2016년 KBS2 주말연속극 《아이가 다섯》 ... 이신욱 역

#### SBS
- 1991년 개국특집극 《미늘》
- 1992년 수목드라마 《궁합이 맞습니다》
- 1994년 월화드라마 《작별》 ... 홍수탁 역
- 1995년 특별기획드라마 《코리아게이트》- 정일권 역
- 1996년 드라마 스페셜 《도둑》
- 1997년 단막극 《SBS 70분 드라마 - 교수와 안마사》
- 1997년 월화드라마 《사랑하니깐》 ... 어수선 역
- 1998년 주말극장 《로맨스》 ... 승희 부 역
- 2000년 아침연속극 《사랑과 이별》 ... 이범준 역
- 2001년 일일드라마 《소문난 여자》 ... 박만구 역
- 2002년 주말극장 《흐르는 강물처럼》 ... 김도헌 역
- 2003년 일일드라마 《흥부네 박터졌네》 ... 박춘보 역
- 2005년 특별기획 《봄날》 ... 고형진 역
- 2007년 금요드라마 《연인이여》 ... 애영의 아버지 역
- 2009년 드라마스페셜 《카인과 아벨》 ... 이종민 역
- 2010년 일일드라마 《세 자매》 ... 김원태 역
- 2011년 월화드라마 《파라다이스 목장》 ... 한석상 역
- 2012년 주말극장 《내 사랑 나비부인》 ... 김병호 역
- 2016년 주말드라마 《우리 갑순이》 ... 신중년 역

#### EBS
- 1994년 어린이드라마 《언제나 푸른 마음》 ... 병희 부 역
- 1996년 청소년드라마 《감성세대》 ... 병희 부 역

#### MBC
- 1995년 단막극 《베스트극장 - 호스피스 아줌마》
- 1997년 미니시리즈 《내가 사는 이유》 ... 금니 이씨 역
- 1998년 일일연속극 《보고 또 보고》 ... 이동재 역
- 1999년 주말연속극 《남의 속도 모르고》 ... 양봉석 역
- 2000년 미니시리즈 《진실》
- 2002년 수목미니시리즈 《그 햇살이 나에게》 ... 동석 부 역
- 2002년 월화미니시리즈 《현정아 사랑해》 ... 이만석 역
- 2002년 수목미니시리즈 《삼총사》 ... 안동권 역
- 2003년 월화미니시리즈 《옥탑방 고양이》 ... 남상식 소장 역
- 2003년 기획특집 HD 미니시리즈 《조선 여형사 다모》 ... 황보윤 부 역
- 2004년 수목미니시리즈 《12월의 열대야》 ... 박태복 역
- 2005년 HD 일일연속극 《굳세어라 금순아》 ... 장기중 박사 역
- 2006년 주말연속극 《진짜 진짜 좋아해》 ... 남대식 역
- 2006년 창사특집극 《기적》 ... 장영철 역
- 2007년 수목미니시리즈 《고맙습니다》 ... 차지민의 아버지 역 (특별 출연)
- 2007년 특별기획 주말드라마 《에어시티》 ... 이재무 역
- 2007년 특별기획 주말드라마 《겨울새》 ... 정 회장 역
- 2007년 시즌드라마 《옥션하우스》
- 2008년 주말연속극 《내 인생의 황금기》 ... 이만세 역
- 2010년 월화미니시리즈 《파스타》 ... 서종구 역
- 2011년 주말연속극 《반짝반짝 빛나는》 ... 한지웅 역
- 2011년 월화미니시리즈 《미스 리플리》 ... 송인수 역
- 2012년 월화미니시리즈 《골든타임》 ... 강대제 역
- 2013년 수목미니시리즈 《미스코리아》 ... 오종구 역
- 2015년 특별기획 주말드라마 《여왕의 꽃》 ... 박태수 역
- 2018년 수목미니시리즈 《손 꼭 잡고, 지는 석양을 바라보자》 ... 남진태 역

#### 타 방송사
- 2011년 JTBC 대하드라마 《인수대비》 ... 한확 역
- 2017년 tvN 수목드라마 《부암동 복수자들》 ... 이재국 역

### 영화
- 1997년 《3인조》 ... 최 반장 역
- 2001년 《인디안 썸머》 ... 사무장 역
- 2002년 《굳세어라 금순아》 ... 금순의 아빠 역 (특별출연)
- 2022년 《봄날》 ... 승중 역 (특별출연)

### 연극
- 《세종대왕》 ... 의안군 이화 역(조연)
- 《사랑해요, 당신》... 한상우 역

### 뮤지컬
- 《아가씨와 건달들》

### CF
- 1981년 ~ 1984년 동화약품 알파활명수
- 1988년 ~ 1999년 삼성제약 디판토/쓸기담/까스명수
- 1988년 동화약품 헬민 200 (Feat. 서인석)
- 1988년 대웅제약 미란타
- 1990년 구주제약 복합 엘씨 500
- 1991년 종근당 펜잘 (Feat. 사미자)
- 1993년 상호저축은행 (Feat. 송기윤)
- 1996년 코오롱제약 덴타돌
- 1997년 SK매직 매직 가스 보일러 "온수천"

## 수상
- 2016년 SBS 연기대상 공로상